# Ромул Великий
«Ромул Великий» (нем. Romulus der Grosse) — пьеса в 4-х действиях швейцарского прозаика и драматурга Фридриха Дюрренматта. Написана в 1948 году и обозначена автором как «неисторическая историческая комедия». В 1957 году Дюрренматт создал новую редакцию пьесы.

## История создания
«Ромул Великий» — третье сочинение Фридриха Дюрренматта для театра; первые две пьесы, «Писание гласит...» и «Слепой», написанные в 1947 году, были поставлены на сцене, в Цюрихе и Базеле, но широкой известности автору не принесли. В первых пьесах действие разворачивалось в Германии XVI века, в «Ромуле Великом» драматург вновь обратился к истории, ещё более отдалённой, но, как и в «Писании…», исторический сюжет, в данном случае падение Западной Римской империи, заинтересовал его не сам по себе, а лишь своим сходством с недавними событиями — 12-летним существованием и падением Третьего рейха, и лишь в той части, в которой это сходство можно было уловить. По отношению к истории Рима пьеса Дюрренматта представляет собой откровенную пародию; соответственно, он не стремился к исторической достоверности характеров главных героев. Так, Ромулу Августулу, который в 476 году был ещё ребёнком, у Дюрренматта — «за пятьдесят» (соответственно, Орест из отца Ромула превращается в его преданного полководца); предводитель германцев Одоакр в его пьесе не имеет со своим историческим прототипом ничего общего, кроме имени.
В апреле 1949 года «Ромул Великий» был поставлен в Городском театре Базеля, но, как и предыдущие пьесы, без особого успеха.
В 1956 году Дюрренматт вернулся к своей пьесе и существенно её переработал. В частности, Одоакр, едва намеченный в первой редакции, во второй трагически дополнил образ Ромула: германцами, как и римлянами, овладели ложные идеи, и Одоакр так же, как и Ромул, не в силах бороться с ними. Но в то время как Ромул видит прогресс в гибели Римской империи, Одоакр слишком хорошо знает германцев, чтобы строить иллюзии на их счёт. Вторая редакция «Ромула Великого» закрепила успех, которого Дюрренматт наконец добился с постановкой трагикомедии «Визит старой дамы».

## Действующие лица

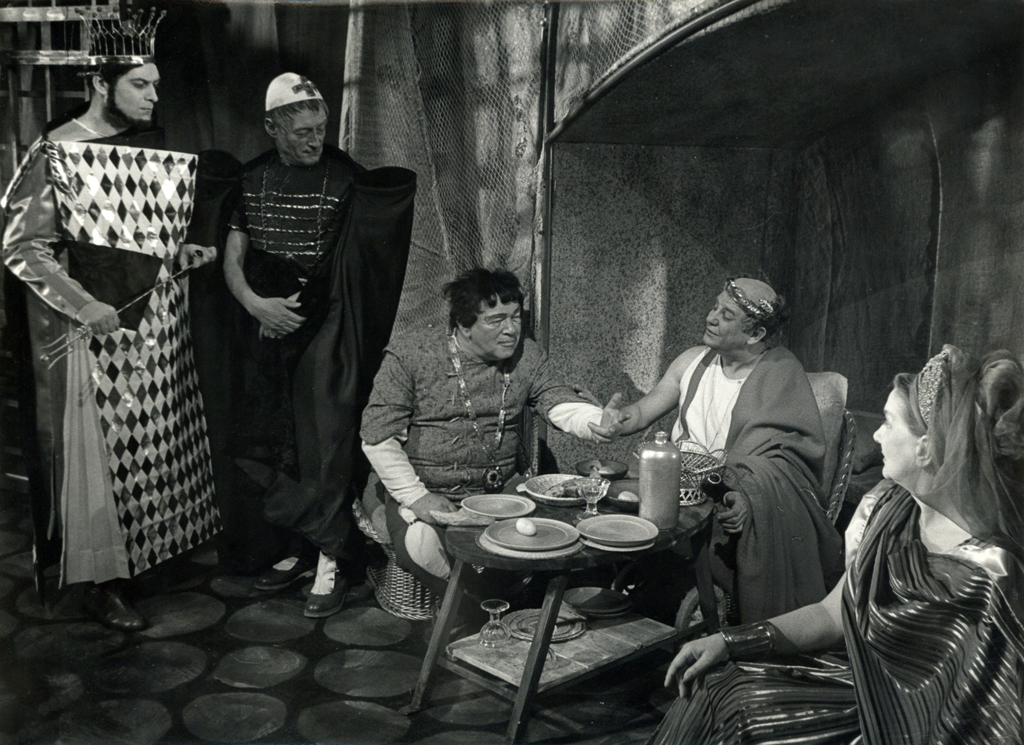
Спектакль Люблянский Словенский национальный театр драмы 1962 года

- Ромул Августул — император Западной Римской империи
- Юлия — его жена
- Рея — его дочь
- 3енон Исаврийский — император Восточной Римской империи
- Эмилиан — римский патриций
- Марес — военный министр
- Тулий Ротунд — министр внутренних дел
- Спурий Тит Мамма — префект кавалерии
- Ахилл — камердинер
- Пирам — камердинер
- Аполлион — антиквар
- Цезарь Рупф — предприниматель
- Филакс — актёр
- Одоакр — князь германцев
- Теодорих — его племянник
- Фосфорид — камергер
- Сульфурид — камергер
- Повар, слуги, германцы.

## Сюжет
Действие пьесы разворачивается на вилле императора Ромула в Кампанье в течение одних суток — с утра 15-го до утра 16 марта 476 года. Мартовские иды; германцы приближаются к Риму. Префект Спурий Тит Мамма скакал два дня и две ночи, чтобы сообщить императору страшные новости: Павия пала, командующий римскими войсками Орест со всей своей армией попал в плен к германцам.
В Риме царит запустение; на императорской вилле всё поросло мхом, плющом и бурьяном, фасад её загажен домашней птицей. Министр финансов сбежал вместе с казной, которая, впрочем, давно пуста. Ромул добывает деньги, распродавая, помимо бюстов великих представителей Рима, листки со своего золотого лаврового венка. Но император невозмутим, он отказываться принять префекта, ничего не желая знать о событиях, которые всё равно не в силах изменить. Ромул занят разведением кур; жена и дочь умоляют его предпринять хоть что-нибудь, и он возводит своего военного министра в рейхсмаршалы.
3енон Исаврийский призывает совместными усилиями дать отпор германцам, найти идею, которую можно было бы противопоставить лозунгу германцев «За свободу и крепостное право!». Его версия — «За бога и рабство!» Поскольку сведения о том, на чьей стороне бог, довольно противоречивы, Ромул предлагает другой лозунг: «За куроводство и сельское хозяйство!» Военный министр Марес предлагает объявить тотальную мобилизацию, но Ромулу это словосочетание не нравится даже чисто стилистически. Предприниматель-миллиардер Цезарь Рупф готов ссудить Ромулу 10 миллионов на то, чтобы откупиться от германцев; но император отказывается и от этого предложения. Его политическое кредо — ничего не делать: Рим давно умер, и не стоит жертвовать собой ради мертвеца, не стоит сражаться за мираж.
Неожиданно возвращается Эмилиан — жених Реи, три года проведший в германском плену, варварски изувеченный, похожий на призрак. Он призывает Рею выйти замуж за Цезаря Рупфа, и Рея соглашается — ради спасения Рима; но император отказывается благословить этот брак. Жене Юлии он признаётся в том, что стал императором с единственной целью — разрушить Римскую империю. На слова дочери: «Наша беззаветная любовь к родине сделала Рим великим», — Ромул отвечает: «Но наша любовь не сделала Рим хорошим. Своими добродетелями мы откармливали изверга». Ночью к Ромулу являются министры, Зенон и Эмилиан, они обвиняют императора в измене родине, но Ромул отвергает это обвинение: «Рим сам себе изменил. Он знал правду, а предпочёл силу. Он знал человечность, а предпочёл тиранию». Ромула спасает верный камердинер Пирам — его истошный крик «Германцы!» заставляет заговорщиков, уже занёсших кинжалы над головой императора, обратиться в бегство.
К утру на вилле остаётся один Ромул: оба министра, Эмилиан, Юлия и Рея, пытаясь покинуть Рим, утонули при переправе на Сицилию; Зенон отправился искать убежища в Александрии. А германцы уже в Кампанье; на вилле появляется Одоакр в сопровождении Теодориха. Ромул готовился принять смерть от руки германца, но Одоакр хочет вступить в подданство к римскому императору: Теодорих, а с ним и весь германский народ мечтает о мировом господстве, потому и пришлось Одоакру затеять этот поход. Он надеялся вести войну гуманно, но чем дальше продвигался на юг, тем больше преступлений совершала его армия, и с этим Одоакр ничего не может сделать, «потому что всякая война — зверство». Он просит императора защитить германский народ от «кровавого величия Теодориха». Ромула пугало прошлое Рима, Одоакра — будущее Германии; в конце концов оба правителя осознают, что не распоряжаются ни тем, что было, ни тем, что будет, они властны только над настоящим, о котором ни тот, ни другой прежде не думали. Единственное, что им остаётся, — попытаться устроить настоящее. Ромул объявляет Римскую империю распущенной, а Одоакра провозглашает королём Италии.

## Художественные особенности. Толкования
Впервые обнародованная спустя всего несколько лет после окончания Второй мировой войны, пьеса Дюрренматта производила достаточно двусмысленное впечатление: его Ромул не просто добровольно уступал свою одряхлевшую империю германцам, но всеми средствами защищал интересы оккупантов, и эта ситуация не могла не порождать ассоциации с оккупационными режимами современных «германцев». В сущности, «Ромул Великий» в иносказательной форме воспроизводил ту ситуацию, в которой оказались противники нацистского режима в Германии, мучительно порою решавшие для себя вопрос: нравственно ли содействовать развалу собственной страны?. Но, помимо того, что германцы в «Ромуле Великом» оказались на другой стороне, для той трагической ситуации, в которой оказались немецкие антифашисты, пьеса Дюрренматта, не только обозначенная автором как комедия, но в первой редакции и вполне выдержанная в этом жанре, казалась не просто несерьёзной (как «Писание гласит…»), но порою шокирующе неуместной. «Для Дюрренматта, — писал Ю. Архипов, — слишком важен „игровой“, чисто зрелищный, восходящий к балагану момент в театре; он слишком любит его яркую, пёструю и живую плоть, полную крепких, порой грубоватых красок. […] Проповедь добра, — несомненно, существенный компонент драматургии Дюрренматта и на самой ранней её стадии, но она нигде не имеет самодовлеющего значения, растворяясь в многоцветной ткани гротескного действа». И дело было не только в эстетических пристрастиях: Дюрренматт считал комедию единственным жанром, который ещё в состоянии отобразить современный мир.
Во второй редакции Дюрренматт усилил трагедийное начало, сделав Одоакра двойником Ромула — таким же страстным куроводом, так же тяготящимся властью и так же готовым отдать свой народ в чужое подданство ради блага самого народа, заразившегося ложными идеями римлян. Смысл пьесы как будто прояснился, и тем не менее при постановке «Ромула Великого» на сцене режиссёрам порою приходилось расставлять дополнительные акценты, чтобы заострить и конкретизировать её сатиру: в Ростоке, например, древние германцы были одеты в фашистскую униформу.
Пьесой, пишет Н. Павлова, правит стихия пародии — на современный мир и на классическую трагедию (в «Ромуле Великом», в частности, как и позднее в «Физиках», соблюдены три классических единства: действия, места и времени), неуместную в этом мире. Полемику с классицизмом литературовед видит не только в неуместности трагических монологов, которые разучивает дочь Ромула в своём стремлении походить на Антигону: трагическим героям П. Корнеля приходилось делать выбор, от которого зависел ход истории, — Ромул у Дюрренматта бездействует, потому что от его выбора на самом деле уже ничто не зависит. Всё, что он может — это приблизить своим бездействием победу германцев, в подчинении Рима этому молодому племени ему видится прогресс, но германцы оказываются ничем не лучше римлян, за спиной добродушного Одоакра стоит будущий кровавый диктатор Теодорих. Н. Павлова считает, что неудача Ромула, одного из самых обаятельных героев Дюрренматта, позволяет сделать и некоторые полезные выводы, поскольку косвенно доказывает непродуктивность позиции «неучастия». Ю. Архипов, напротив, в комическом столкновении правителей-двойников видит проявление исторического скепсиса: «Прошлое заглядывает в будущее и видит в нём только себя, только вечные повторения».